# Josef Sehn
Josef Sehn (* 14. Januar 1909 in Schnorbach; † 3. Dezember 1995 ebenda) war ein deutscher Landwirt und Politiker (CDU). Er war von 1967 bis 1975 Abgeordneter im Landtag von Rheinland-Pfalz.

## Leben
Sehn ging von 1915 bis 1923 zur Volksschule in Simmern und erhielt danach eine landwirtschaftliche Ausbildung. Er besuchte die Landwirtschaftsschule Simmern und absolvierte den praktischen Ausbildungsteil im elterlichen Landwirtschaftsbetrieb, den er im Anschluss bewirtschaftete. Von Mai bis zu seinem Austritt im August 1938 war er Anwärter der SA und von 1938 bis 1939 Mitglied des Nationalsozialistischen Deutschen Studentenbundes (NSDStB). Ab 1940 nahm er als Soldat am Zweiten Weltkrieg teil, aus dem er 1943 als Schwerbeschädigter heimkehrte.
Sehn betätigte sich nach 1945 politisch in der CDU. Er war von 1946 bis 1948 Bürgermeister in Schnorbach, ab 1952 Mitglied des Kreistags und von 1960 bis 1970 Mitglied des Kreisausschusses im Landkreis Simmern. Bei den Landtagswahlen 1967 und 1971 wurde er jeweils in den Rheinland-Pfälzischen Landtag gewählt, dem er bis 1975 angehörte. Im Parlament war er von 1967 bis 1975 Mitglied des Petitionsausschusses und von 1971 bis 1975 Mitglied des Ausschusses für Landwirtschaft und Weinbau.
Daneben übte er verschiedene Funktionen in landwirtschaftlichen Verbänden aus. Er war von 1948 bis 1970 stellvertretender Vorsitzender des Kreisbauernverbandes Simmern, ab 1949 Mitglied der Landwirtschaftskammer Rheinland-Nassau und gehörte dem Sozialausschuss der Bauern- und Winzerschaft Rheinland-Nassau an. Des Weiteren war er Vorsitzender des Verbandes der Schweinezüchter und Mitglied des Tierzuchtausschusses Rheinland-Nassau. 1967 wurde er Mitglied im Aufsichtsrat der Landsiedlung Rheinland-Pfalz GmbH. Ferner war Sehn ab 1959 Schöffe beim Amts- und Landgericht und Mitglied der Vertreterversammlung und der Spruchstelle der AOK Simmern.

## Weblink
- Josef Sehn in der Rheinland-Pfälzischen Personendatenbank

| Personendaten    | Personendaten                               |
| ---------------- | ------------------------------------------- |
| NAME             | Sehn, Josef                                 |
| KURZBESCHREIBUNG | deutscher Landwirt und Politiker (CDU), MdL |
| GEBURTSDATUM     | 14. Januar 1909                             |
| GEBURTSORT       | Schnorbach                                  |
| STERBEDATUM      | 3. Dezember 1995                            |
| STERBEORT        | Schnorbach                                  |